# Cantone di Châteauneuf-d'Ille-et-Vilaine
Il Cantone di Châteauneuf-d'Ille-et-Vilaine era una divisione amministrativa dell'arrondissement di Saint-Malo.
A seguito della riforma approvata con decreto del 18 febbraio 2014, che ha avuto attuazione dopo le elezioni dipartimentali del 2015, è stato soppresso.

## Composizione
Comprendeva i comuni di:
- Châteauneuf-d'Ille-et-Vilaine
- Lillemer
- Miniac-Morvan
- Plerguer
- Saint-Guinoux
- Saint-Père
- Saint-Suliac
- Le Tronchet
- La Ville-ès-Nonais